# 愛媛県立新居浜西高等学校
愛媛県立新居浜西高等学校（えひめけんりつにいはまにしこうとうがっこう）は、愛媛県新居浜市に位置する県立高等学校。略称は、一般的には西高。

## 沿革
出典:
旧制学校
- 1917年（大正6年）5月 - 新居浜町立新居浜実科女学校として創立。
- 1919年（大正8年）4月 - 新居浜町立新居浜実科高等女学校に改称。
- 1921年（大正11年）3月 - 校舎新築落成。
- （昭和9年）9月 - 新居浜高等女学校の校歌制定。
- （昭和11年）11月 -  創立20周年記念　体育館落成。
- 1927年（昭和2年）11月 - 新居浜町立新居浜高等女学校に改称。
- 1937年（昭和12年）11月 - 新居浜市立新居浜高等女学校に改称。
- 1940年（昭和15年）4月 - 愛媛県立新居浜高等女学校に改称。

新制高校
- 1948年（昭和23年）4月 - 愛媛県立新居浜第二高等学校が発足、併設中学校設置、別科設置。新居浜市立定時制高等学校設置。定時制高校を県立移管。
- 1949年（昭和24年）9月 - 愛媛県立新居浜工業高等学校と合併して愛媛県立新居浜西高等学校となる。定時制に普通科、工業科設置。
- 1950年（昭和25年）4月 - 中萩分校（定時制普通科）設置。
- 1951年（昭和26年）4月 - 定時制商業科設置。
- 1952年（昭和27年） 4月 - 全日制・定時制工業科が愛媛県立新居浜工業高等学校として独立。
- 1953年 （昭和28年） 4月- 定時制家庭技芸コースを設置。
- 1956年（昭和31年）4月 - 家庭技芸コースを全日制に移管。
- 1957年（昭和32年）4月 - 中萩分校廃止、角野分校（定時制普通科）設置。
- 1963年（昭和38年）4月 - 角野分校を全日制に移管。
- 1964年（昭和39年）
  - 4月 - 定時制商業科廃止。角野分校が愛媛県立新居浜南高等学校として独立。
  - 11月 - 角野分校独立　愛媛県立新居浜南高等学校となる。
- 1968年（昭和43年）
  - 1月 - 創立50周年式典挙行　本館クラブハウス落成。
  - 9月 - 新校歌制定。
- 1972年（昭和47年）3月 - プール完成。
- 1976年（昭和51年）3月 - 武道場新築。
- 1980年（昭和55年）7月 - 木造校舎取り壊し　家庭科本館取り壊し。
- 1982年（昭和57年）10月 -  創立65周年記念式典(統合校舎落成記念)挙行。
- 1988年（昭和63年）2月 - 創立70周年記念式典挙行　記念会館新築。
- 1997年（平成9年）10月 -  創立80周年記念式典挙行。
- 2001年（平成13年）3月 - 新体育館完成。
- 2008年（平成20年）3月- 家庭科廃止。
- 2014年（平成26年）10月 - プール取り壊し。
- 2016年（平成28年）3月 - 新本館落成。
- 2017年（平成29年）11月 - 創立100周年記念式典挙行。
- 2018年（平成30年）3月 - 新クラブハウス落成。

## 必履修科目未履修問題
必履修科目である世界史と理科基礎が未履修であった。当初、新居浜西高校は未履修はないと発表していた。しかし、2006年11月6日に、当時の校長が未履修について自らの責任を感じ自殺した。当時、未履修問題が大きくクローズアップされていたこともあり、このことはマスメディアでも大きく報じられた。この事件を受け、翌日の2006年11月7日に、未履修の科目があった事実を認めた。その後は、補習授業により履修時間が確保されたが、必修科目未履修は、文系理科、文系社会科や理系社会科などで新居浜西高校が認めている2000年代より以前から長年に渡り行われていた。国公立大学合格者増という目標のための、学習指導要領を無視した指導である。

## 著名な出身者

### 企業家
- 有馬浩二（デンソー社長）
- 永易克典（元三菱東京UFJ銀行代表取締役頭取）
- 浮川和宣（ジャストシステム創業者・元社長、MetaMoJi創業者・社長、元日本パーソナルコンピューターソフトウェア協会会長）
- 村上健治（元大和ハウス工業社長）
- 篠原淳史（元ジュピターショップチャンネル社長、タイ住友商事社長）

### 政治家・官僚
- 加藤利男（元住宅金融支援機構理事長、元内閣官房地域活性化統合事務局長）
- 嶋田裕光（元内閣府政策統括官、元内閣府大臣官房総括審議官）
- 白石徹（元衆議院議員、元愛媛県議会議員）
- 田中誠二（厚生労働省職業安定局長、元厚生労働省大臣官房総括審議官）
- 徳増有治（元経済産業省大臣官房審議官、元大阪大学医学部附属病院特任教授）
- 安藤淳（元国土交通省東北地方整備局副局長）

### 文化人
- 曽我部清典（トランペット奏者）
- 真鍋博（イラストレーター）
- 鴻上尚史（劇作家）
- 福田卓郎（脚本家、演出家）
- 福田栄一（小説家）
- 高瀬隼子（芥川賞作家）
- 見岳章（音楽家）
- 白石拓（科学ジャーナリスト、ノンフィクション作家）

### マスコミ
- 宮本潤子（元高知放送アナウンサー・現浅井企画所属のフリーアナウンサー）
- 畑嶋恵理奈（元山陽放送アナウンサー）
- 飯尾夏帆 (NHKアナウンサー)

### スポーツ
- 垣原賢人（中退、元新日本プロレス）

### 学者
- 潮見佳男（京都大学副学長、民法、有斐閣刊行民法判例百選第七版の共同編者）
- 山内知也（神戸大学大学院海事科学研究科教授）
- 近藤孝広（九州大学工学部教授、機械工学）
- 藤田光孝（筑波大学助教授、物理学者）
- 幾島賢治（エンジニア、化学者）
- 明星聖子（埼玉大学教授、ドイツ文学者）
- 石川博行（大阪市立大学教授、経営学者）